# Château de Ménéhouarn
Le château de Ménéhouarn (ou de Manéhouarn) est un château situé sur la commune de Plouay dans le département du Morbihan.

## Historique
Le domaine appartint à la famille de Pluvié de 1460 à 1985, avant de devenir propriété communale.
L'actuel château fut construit en 1758.